# Soldier of Fortune II: Double Helix
Soldier of Fortune II: Double Helix è un videogioco di tipo sparatutto in prima persona, sviluppato da Raven Software e pubblicato da Activision nel maggio 2002 per PC.
Seguito di Soldier of Fortune, è stato sviluppato da Raven Software per Microsoft Windows e per macOS, una versione per Xbox è stata realizzata da Gratuitous Games. Venne pubblicato un nuovo capitolo: Soldier of Fortune: Payback, nel 2007. Poco dopo è stata pubblicata anche una Gold Edition, che includeva tutte la patch rilasciate.

## Trama
Il gioco vede nuovamente protagonista John Mullins. Nelle prime missioni di gioco, ambientate a Praga, si dovrà salvare il dott. Ivanovich, uno scienziato sovietico responsabile della creazione di una pericolosa arma biologica che ha deciso di disertare per via delle terribile conseguenze che tale composto ha sugli esseri umani.
Diversi anni dopo, Mullins, al soldo dell'organizzazione antiterroristica texana The Shop, verrà inviato in Colombia per investigare riguardo ad un'epidemia virale che colpisce solo gli uomini e non gli animali e le piante. Grazie alle indagini di Madeline Taylor, scoprirà che dietro quest'atto terroristico si nasconde l'organizzazione criminale Prometheus, e che il virus è stato battezzato col nome in codice di Romulus. Mullins cercherà di strappare delle informazioni ad un noto trafficante di armi e droga colombiano, Manuel Vergara, che dimostrerà di conoscere molto bene sia lui che The Shop, cosa che indurrà il protagonista a sospettare della presenza di una talpa nell'organizzazione antiterroristica. La missione tuttavia non porterà ad alcun risultato, poiché Vergara si suiciderà per evitare di parlare e mettere in pericolo la propria famiglia.
Durante la missione nella villa di Vergara, Mullins scoprirà che un carico di Romulus è in viaggio sulla nave Seaward Star, diretta sulle coste americane dall'Oceano Atlantico. La nave verrà affondata col suo carico dal protagonista.
Di ritorno a New York dal loro contatto e amico Sam Gladstone, Mullins e Taylor verranno a conoscenza che Romulus è parte un duplice virus chiamato Gemini, la cui parte al momento sconosciuta prende il nome di Remus. L'unico indizio che avranno sarà il nickname di un hacker, Deviant1, che dichiarerà con un'e-mail non tracciabile di poter fornire informazioni al riguardo. Mullins, seguendo l'unica pista a disposizione, partirà per Hong Kong. Qui verrà catturato e scoprirà che Remus è un virus informatico e che il messaggio di Deviant1 era una trappola per allontanarlo da The Shop e permettere alla talpa di proseguire nei suoi piani. Fuggito dalla prigione e uccisa Deviant1, Mullins recupererà una copia di Remus.
Tornato a New York per far analizzare il virus informatico da Sam, Mullins sarà spettatore della distruzione del negozio dell'amico. In un'impresa disperata, si lancerà tra le fiamme per salvarlo, riuscendoci appena in tempo. Poche ore più tardi, Mullins si recherà in ospedale dove Sam è ricoverato e tenuto sotto protezione da The Shop, ma i soldati di Prometheus non tarderanno ad arrivare, uccidendo Taylor. Sventata la minaccia, il protagonista verrà convocato nella sede texana di The Shop per testare un nuovo fucile mitragliatore sperimentale (il modello XM-29 del progetto OICW, che nella realtà non ha mai superato lo stadio di prototipo). Mullins avrà un battibecco col vicedirettore Richard Wilson per via dei sospetti che quest'ultimo nutriva su Taylor. La donna infatti era accusata, seppur non più in vita, di avere legami con i terroristi e di aver causato l'esplosione che ha distrutto il negozio di Sam, riducendolo in fin di vita. Pacificati i due, Anthony Michaels, direttore di The Shop, invierà in protagonista a svolgere una nuova missione.
Giunto in Russia, nel territorio della Kamčatka, Mullins andrà alla ricerca del dott. Sestrogor, pupillo anni prima di Ivanovich, tenuto prigioniero dagli uomini di Prometheus. Il dottore era infatti stato costretto a riprendere il lavoro svolto dal suo mentore, che disertò e venne salvato dallo stesso Mullins nella prima missione. Durante la fuga si scoprirà che l'intento dei criminali è infettare i presidenti della terra che s'incontreranno nel World Trade Summit a Ginevra e costringerli a pagare un riscatto per la cura.
Mullins verrà quindi contattato per sventare l'azione terroristica in Svizzera guidata da Alexei Nachrade, uno dei due capi di Prometheus. Salvati gli ostaggi dall'aeroporto, il protagonista costringe i terroristi a prendere il largo su un aereo, dove si svolge a faccia tra lui e Nachrade, che finisce ucciso dopo aver detto che The Shop sarà invaso entro breve dagli agenti di Prometheus, il cui capo è talpa, di cui ancora non si conosce l'identità. Il tentativo da parte di Mullins di avvisare The Shop risulterà tardivo: gli agenti irromperanno nel complesso uccidendo tutti mentre il protagonista tenterà il contatto radio.
Lasciato l'aereo con l'agente patogeno, Mullins si dirigerà in Texas, nel complesso principale di The Shop. Qui scoprirà, dopo una furiosa battaglia a colpi di arma da fuoco, che la talpa era proprio il vicedirettore Wilson, il cui principale intento era far divampare nuovamente la guerra fredda per costringere i governi ad acquistare armi di distruzione di massa che lo avrebbero arricchito. Dopo un rocambolesco inseguimento sul tetto di The Shop, Mullins affronterà Wilson che lo attaccherà con un aereo da guerra (cosa già avvenuta sul tetto dell'ospedale di New York), ma il protagonista avrà la meglio, uccidendolo. Tempo dopo, Mullins, Sam e il direttore Michaels s'incontreranno al funerale di Taylor, che verrà dichiarata scagionata da tutte le accuse. Alcuni agenti governativi giungeranno sul posto per portare con loro Mullins e inviarlo nuovamente in missione, ma il protagonista, ignorandoli, si allontanerà per commemorare la compagna scomparsa.

## Modalità di gioco
Rispetto al predecessore, questo capitolo mostra maggiore attenzione al realismo; sebbene si possano sopportare anche una decina di proiettili prima di morire, è stato introdotto un nuovo sistema di danno e sarà anche possibile mutilare i corpi degli avversari; il particolare realismo di queste animazioni ha reso necessario la modifica di molti aspetti del gioco per la pubblicazione in Germania, dove i soldati nemici sono stati sostituiti da cyborg.
Una delle novità introdotte nel gioco è il "GMC", ovvero il Generatore di Missioni Casuali. Specificando una sequenza di caratteri (seme) è possibile generare mappe sempre diverse, selezionare lo scenario (Montagna, Giungla, Collina, Deserto) e il tipo di missione:
- Fuga - prigionieri di una base nemica, l'obiettivo è contattare i rinforzi e fuggire;
- Assassinio - a seconda dello scenario selezionato, si dovrà assassinare un obiettivo chiave (Vergara nella giungla, Nachrade in montagna e nel deserto, Deviant1 in collina);
- Incursione - si dovrà perlustrare la mappa alla ricerca dei piani dei terroristi (dossier, supporti ottici...);
- Demolizione - occorrerà demolire una postazione nemica strategica.

Alcune missioni della campagna a giocatore singolo e quelle GMC (tranne del tipo Fuga) permettono al giocatore di selezionare l'inventario. Si potranno scegliere diverse armi e accessori, che nella modalità campagna aumenteranno sempre più man mano che si prosegue nelle missioni.
- Coltelli: possono essere usati per colpire o essere lanciati col fuoco secondario;
- Pistole: M1911A1, MK23 SOCOM (possibilità di aggiungervi luce tattica, mirino laser e silenziatore), possono essere usate per stordire col fuoco secondario;
- Fucili: USAS-12, M590 (quest'ultimo può essere usato per stordire col fuoco secondario);
- Mitragliatrici: Micro UZI, M3A1 (Pistola Ingrassatrice), M60 (presente sia come arma propria che come arma da postazione), RPD (utilizzabile esclusivamente come arma da postazione);
- Fucili d'assalto:M4 (dotato di lanciagranate M203 utilizzabile col fuoco secondario), AK-74 (vi si può aggiungere la baionetta utilizzabile come arma bianca col fuoco secondario), OICW XM-29 (dotato di mirino elettronico con zoom e lanciagranate con funzione LAZE utilizzabili col fuoco secondario);
- Fucili di precisione: MSG90A1 (lo zoom può essere utilizzato col fuoco secondario);
- Armi esplosive: MM-1 (lanciagranate), RPG-7 (lanciarazzi);
- Granate: AN-M14 TH3 (incendiaria), M15 (fumogeno), M67 (a frammentazione), M84 (stordente), F1 e L2A2 (antiuomo), M-DN-11, SM OHG-92 (queste ultime quattro non sono selezionabili nel menu GMC, e durante il gioco possono solo essere raccolte dopo aver ucciso i terroristi);
- Accessori: binocolo avanzato, visore notturno, visore termico.

Quasi tutte le armi possiedono una modalità di fuoco secondario, che varia dal colpo per stordire i nemici al fuoco di armi esplosive (granate). Inoltre molte armi, soprattutto le mitragliatrici, permettono di selezionare il tipo di fuoco: in modalità AUTO l'arma sparerà di continuo fino all'esaurimento dei proiettili nel caricatore, in modalità SINGOLO verrà esploso un solo colpo alla volta, mentre in modalità RAFFICA verranno esplosi tre colpi consecutivi.
Una menzione importante riguarda il fucile OICW XM-29, un'arma sperimentale che nella realtà non ha mai superato lo stadio di prototipo. Benché si tratti a tutti gli effetti di un fucile mitragliatore, incorpora un mirino con zoom avanzato che lo trasforma in un fucile di precisione. Il mirino elettronico, inoltre, include la modalità di visione notturna e il fuoco dal lanciagranate incorporato. Quest'ultimo può essere usato solo in coppia con la funzione LASE: un sistema elettronico integrato permetterà di determinare l'esatta distanza dal bersaglio e genererà un mirino che indicherà il punto esatto dove mirare per esplodere la granata e colpire l'obiettivo designato. A questo si aggiunge la possibilità di aumentare e diminuire la portata del mirino, per facilitare l'abbattimento di bersagli in avvicinamento o appostati dietro a strutture quali muri o mezzi.

## Mods
Inoltre nel gioco è possibile inserire modificazioni sviluppate dalla comunità. Per la maggiore, queste includono nuove armi, modifiche alle skin dei personaggi, mappe multiplayer o abbellimenti grafici che aggiungono effetti come il bloom o la profondità di campo. Piuttosto rare invece quelle che aggiungono nuovi capitoli alla campagna singleplayer.

## Critica
Nel 2013 IGN pubblica la lista dei 100 migliori sparatutto in prima persona scelti dai suoi esperti, dove risulta al 61º posto.